# 塩ノ沢温泉 (福島県)
塩ノ沢温泉（しおのさわおんせん）は、福島県石川郡石川町（旧国陸奥国・明治以降の旧国磐城国）にある温泉。

## 泉質
- 放射能泉（低張性ラジウム冷鉱泉）
  - 泉温　21.2℃

## 温泉地
浅川町との町境近くの山あいに、一軒宿の「旅館しおや」が存在する。日帰り入浴可能。
露天風呂はなく、内風呂のみ。主人が打つ十割蕎麦は旅館の名物となっている。ただし、蕎麦については要予約である。

## 歴史
開湯時期は不詳。源義家公が東征（東方の敵を征伐）する際に負傷した家臣をこの湯にて治したと言い伝わっている。

## アクセス
- JR水郡線磐城石川駅より、車で10分。

- 東北自動車道須賀川ICから国道118号線を車で約35分。